# Musée national Fernand-Léger
Le musée national Fernand-Léger ou musée Fernand-Léger est un musée national situé à Biot dans les Alpes-Maritimes et consacré à l'œuvre du célèbre artiste français du XXe siècle Fernand Léger. Le musée possède la plus importante collection d'œuvres de l'artiste. Au départ musée privé, c'est aujourd'hui un musée national appartenant à l'État possédant le Label musée de France.

## Historique
Peu avant sa mort survenue en 1955, Fernand Léger avait acquis une propriété, nommée le mas Saint-André, à proximité de Biot avec le dessein d'installer des sculptures polychromes en céramique dans son jardin. Après sa mort, Nadia Léger et Georges Bauquier, assistant et ami de Léger, décident de construire dans la propriété un musée destiné à présenter l'œuvre de l'artiste. En effet, à sa mort Fernand Léger laisse de nombreuses œuvres dans son atelier de Gif-sur-Yvette. Celles-ci sont des travaux abandonnés par l'artiste en cours de réalisation, des travaux en cours d'exécution ainsi que des chefs-d'œuvre dont il ne voulait pas se séparer. Nadia Léger choisit avec Georges Bauquier dans l'atelier de Gif-sur-Yvette les œuvres de Léger qui seront présentées au musée.
Celui-ci, conçu par l'architecte Andreï Svetchine, est inauguré par Gaëtan Picon, directeur général des Arts et Lettres, le 13 mai 1960. Il intègre sur sa façade sud une grande mosaïque réalisée - par les mosaïstes italiens Lino Melano et Luigi Guardigli) - d'après des études pour une mosaïque que Léger devait réaliser pour le stade-vélodrome de la ville de Hanovre. Au début, le musée n'est donc pas un musée national, c'est un musée privé appartenant à Nadia Léger et Georges Bauquier où est présentée leur collection d'œuvres de Léger, qui est le plus important rassemblement d'œuvres de l'artiste au monde. Des peintures, dessins, céramiques, bronzes et tapisseries constituent les collections permanentes du musée.
En 1967 les fondateurs offrent à l'État le musée et 348 œuvres. Le nouveau musée national est inauguré le 4 février 1969 par André Malraux, alors ministre des Affaires culturelles. Les collections du musée sont renforcées par des œuvres provenant directement de la collection privée que possèdent encore Nadia Léger et Georges Bauquier, qui sont aussi directeurs à vie du musée Fernand Léger. Nadia Léger meurt en 1982 et Bauquier se retire de la direction du musée en 1993.
Depuis 1994, la collection du musée s'est à nouveau enrichie grâce à plusieurs acquisitions de dessins et à des dépôts du musée national d'art moderne de Paris.
En 1990, le bâtiment du musée a fait l'objet d'un agrandissement qui double sa surface et en 2008 de nouvelles installations sont inaugurées afin de faciliter la visite et de mieux mettre en valeur les œuvres présentées. Le musée dispose aussi d'un espace destiné à des expositions temporaires consacrées à l'art moderne.
En 2010, pour fêter les 50 ans du musée et à l'initiative d'imago records, fut organisé le Festival Popanalia avec Archie Shepp & Tom McClung, Trilok Gurtu & Omar Sosa & Paolo Fresu, Gong, Rémy Kolpa Kopoul, Sashird Lao et le plasticien Patrick Moya.

## Collections
Le musée dispose de la plus large collection d'œuvres de Léger au monde. Celle-ci est composée de toutes sortes de réalisations de l'artiste : peintures, dessins, céramiques, bronzes et tapisseries. Elle couvre les différentes périodes de sa vie et permet de suivre les différentes phases de création de l'artiste, de ses premières et rares tentatives néo-impressionnistes jusqu'au développement de son cubisme caractéristique en passant par le retour à la figure des années 1940. Le musée offre ainsi un panorama de son œuvre variée. Cette collection, unique en son genre, inclut de nombreux chefs-d'œuvre qui sont parmi les œuvres les plus célèbres de Léger, notamment en peinture, comme Le 14 Juillet (1914), Le Déjeuner (1920), Le Grand Remorqueur (1923), Composition à la feuille (1927), La Joconde aux clés (1930), La Baigneuse (1932), Adam et Ève (1934), Les Loisirs sur fond rouge (1949) ou encore Les Constructeurs, état définitif (1950), Le Campeur (1954) et La Grande Parade sur fond rouge (1954).

## Fréquentation
| Année | Entrées gratuites | Entrées payantes | Total  |
| ----- | ----------------- | ---------------- | ------ |
| 2001  | 4 313             | 17 043           | 21 356 |
| 2002  | 6 799             | 15 975           | 22 774 |
| 2003  | 6 964             | 12 997           | 19 961 |
| 2004  | 1 000             | 1 000            | 2 000  |
| 2008  | 13 261            | 18 796           | 32 057 |
| 2009  | 15 733            | 21 379           | 37 112 |
| 2010  | 16 524            | 20 308           | 36 832 |
| 2011  | 15 954            | 17 745           | 33 699 |
| 2012  | 17 847            | 15 549           | 33 396 |
| 2013  | 13 920            | 14 644           | 28 564 |
| 2014  | 13 744            | 14 851           | 28 595 |
| 2015  | 13 336            | 12 799           | 26 135 |
| 2016  | 15 244            | 13 238           | 28 482 |
| 2017  | 15 427            | 13 267           | 28 694 |

Le musée est fermé de 2004 à 2008.